# Алхемичар (роман)
Алхемичар (порт. О alquimista) је роман бразилског писца Паула Коеља, објављен 1988. године.
Књига након неког времена стиче популарност и преводи се на 81 језик, са продајом у преко 83 милиона примерака и улази у Гинисову књигу рекорда као књига са највише превода неког живог писца.
Роман Алхемичар стекао је посвећену публику широм света. Прича која плени својом једноставношћу и инспирише својом мудрошћу прати младог андалузијског пастира Сантијага, који из родне Шпаније одлази у египатску пустињу како би нашао скривено благо закопано испод пирамида.
Нико не зна какво је благо у питању, ни да ли ће Сантијаго успети да превазиђе препреке које му стају на пут, али оно што почиње као потрага за световним богатствима претвара се у потрагу за богатством које се налази у нама самима.
Заносна, живописна и дубоко људска, ова прича представља вечни доказ моћи наших снова да нас преобразе и сведочи o томе колико је важно слушати сопствено срце.

## Радња
Прича почиње у Андалузији и прати пастира Сантијага који често сања сан о проналаску великог блага. После неког времена он одлази код Циганке да му протумачи снове где му она говори да мора да оде у Египат и да пирамиде крију то благо. Он тешка срца оставља своје стадо и креће на пут, а у граду Тарифу упознаје се са краљем Салема који му даје савете како да прати знаке. Он наставља даље пут, али га по доласку у Африку опљачкају.
Тад почиње да ради код трговца кристалима како би зарадио новац за повратак кући, али се убрзо предомисли и кад скупи довољно новца креће ка пирамидама. Пут наставља са једним Енглезом који је проучавао алхемију, а у једној оази у пустињи упознаје и правог алхемичара који одлучује да крене заједно са њим на пут. Док су путовали према пирамидама алхемичар је научио Сантијага како да прави злато од олова. Када је дошао до пирамида није нашао своје злато, али је ту упознао једног човека који му је рекао да је и он исто тако сањао снове и да је сањао благо које се налази испод дрвета египатске смокве у Андалузији. Сантијагу је била позната та локација и он се враћа кући и проналази то благо испод смокве. Тад испуњава свој договор и даје десети део Циганки. На путовању је схватио да свако има неки свој пут који треба пратити, па одлучује да се врати у пустињу, у оазу где је поред алхемичара упознао и девојку Фатиму у коју се заљубио.

## Занимљивости
- Роман Алхемичар Паула Коеља поредили су, зато што сан не тумачи као бекство него као начин спознавања скривене реалности, са бајком Мали принц Антоана де Сент Егзиперија.
- Прво издање продато је у само 900 примерака, и издавач није хтео да га обнови. Али, Пауло Коељо је нашао већу издавачку кућу, Rocco, у којој је 1990. објавио роман Брида. Ова књига заинтересовала је новинаре и критичаре, и захваљујући сјајним оценама које је добила, и Алхемичар и Дневник једног чаробњака избили су на прва места топ-листа бестселера.
- Алхемичар је продат у више примерака него иједна друга књига икада написана на португалском језику.[тражи се извор]
- У мају 1993. године издавач Harper Collins је штампао 50.000 примерака Алхемичара, што је највећи почетни тираж једне бразилске књиге у САД.
- Алхемичар је 2003. на BBC-еву листу 100 најомиљенијих књига свих времена.
- На Сајму књига у Франкфурту 2003. Пауло Коељо је потписао примерке Алхемичара објављене на 52 језика и тиме ушао у Гинисову књигу рекорда.
- Према Гинисовој књизи светских рекорда 2009, Алхемичар је најпревођенија књига неког живог аутора.